# (1407) Lindelöf
(1407) Lindelöf es un asteroide perteneciente al cinturón de asteroides descubierto por Yrjö Väisälä el 21 de noviembre de 1936 desde el observatorio de Iso-Heikkilä, Finlandia.

## Designación y nombre
Lindelöf fue designado inicialmente como 1936 WC.
Más tarde se nombró en honor del matemático finés Ernst Leonard Lindelöf (1870-1946).

## Características orbitales
Lindelöf orbita a una distancia media del Sol de 2,765 ua, pudiendo acercarse hasta 1,989 ua. Su inclinación orbital es 5,806° y la excentricidad 0,2806. Emplea 1679 días en completar una órbita alrededor del Sol.